# East Hampton (Connecticut)
Pour les articles homonymes, voir East Hampton.
East Hampton est une ville américaine située dans le comté de Middlesex au Connecticut.
East Hampton devient une municipalité en 1767. Elle doit son nom à la ville d'Eastham dans le Massachusetts, d'où étaient originaires ses premiers habitants.

## Démographie
Selon le recensement de 2010, East Hampton compte 12 959 habitants. La municipalité s'étend sur 36,90 milles carrés (95,57 km2), dont 35,65 milles carrés (92,33 km2) de terres.
| 1790  | 1800  | 1810  | 1820  | 1830  | 1840  |
| ----- | ----- | ----- | ----- | ----- | ----- |
| 3 230 | 3 295 | 3 258 | 3 159 | 3 646 | 3 413 |

| 1850  | 1860  | 1870  | 1880  | 1890  | 1900  |
| ----- | ----- | ----- | ----- | ----- | ----- |
| 1 525 | 1 766 | 2 771 | 1 967 | 1 949 | 2 271 |

| 1910  | 1920  | 1930  | 1940  | 1950  | 1960  |
| ----- | ----- | ----- | ----- | ----- | ----- |
| 2 390 | 2 394 | 2 616 | 2 955 | 4 000 | 5 403 |

| 1970  | 1980  | 1990   | 2000   | 2010   | - |
| ----- | ----- | ------ | ------ | ------ | - |
| 7 078 | 8 572 | 10 428 | 13 352 | 12 959 | - |